# La lettera di Lincoln
La lettera di Lincoln (The Lady from Texas) è un film del 1951 diretto da Joseph Pevney.
È un western statunitense ambientato in Texas nel 1888 con Howard Duff, Mona Freeman, Josephine Hull, Gene Lockhart, Craig Stevens, Jay C. Flippen e Ed Begley.

## Produzione
Il film, diretto da Joseph Pevney su una sceneggiatura di Gerald Drayson Adams e Connie Lee Bennett e un soggetto di Harold Shumate, fu prodotto da Leonard Goldstein per la Universal Pictures e girato nell'Andy Jauregui Ranch  e nel Walker Ranch a Newhall, California, dal 27 marzo all'aprile del 1951. I titoli di lavorazione furono One Fine Day e Fine Day.

## Distribuzione
Il film fu distribuito con il titolo The Lady from Texas negli Stati Uniti dal 1º settembre 1951 al cinema dalla Universal Pictures.
Altre distribuzioni:
- in Finlandia il 18 aprile 1952 (Vaeltava ratsastaja)
- in Italia (La lettera di Lincoln)